# Unitree Robotics
Hangzhou Yushu Technology Co., Ltd. (Chinesisch: 杭州宇树科技有限公司; Pinyin: Hángzhōu yǔ shù kējì yǒuxiàn gōngsī), Handelsname Unitree Robotics, ist ein chinesisches Robotikunternehmen mit Sitz in Hangzhou.

## Geschichte
Im Jahr 2013 arbeitete Wang Xingxing während seines Studiums an der Shanghai-Universität an der Entwicklung eines vierbeinigen hundeähnlichen Roboters. Den vierbeinigen Roboter XDog entwickelte er 2016 für seine Masterarbeit. Der Roboterhund wurde zu einer Internet-Sensation, der Käufer und Investoren anlockte. Nachdem Wang begonnen hatte, bei dem chinesischen Drohnenunternehmen DJI zu arbeiten, kündigte er im Mai 2016 und baute mit der Hilfe eines Investors sein eigenes Unternehmen auf.
Bis 2021 hatte das Unternehmen fünf verschiedene Modelle entwickelt und 100 Mitarbeiter eingestellt. Im Jahr 2021 brachte Unitree den Unitree Go1 auf den Markt, einen vierbeinigen Roboter ähnlich dem Spot von Boston Dynamics. Der Roboterhund kann auf verschiedenen Oberflächen navigieren, darunter Sand, Felsen und Erde. 2023 stellte Unitree den Nachfolger Go2 vor.
Im Mai 2024 veröffentlichte Unitree ein Video, in dem der humanoide Roboter G1 vorgestellt wurde. Der Roboter ist mit einem Lidar-Radarsystem ausgestattet und kann mithilfe einer Künstlichen Intelligenz und Reinforcement Learning neue Dinge „lernen“. Der 1,32 Meter große Roboter ist vor allem für Montagearbeiten und Haushaltsarbeiten geeignet und soll für einen Preis von 16.000 US-Dollar in Serie gehen. Für schwerere Arbeiten entwickelt Unitree das ebenfalls humanoide Modell H1, welches deutlich schwerer, teurer und größer ist und 2023 erstmals als Prototyp vorgestellt wurde. Im März 2024 hatte H1 mit einer Geschwindigkeit von 3,3 Metern pro Sekunde einen neuen Geschwindigkeitsrekord für Roboter aufgestellt.

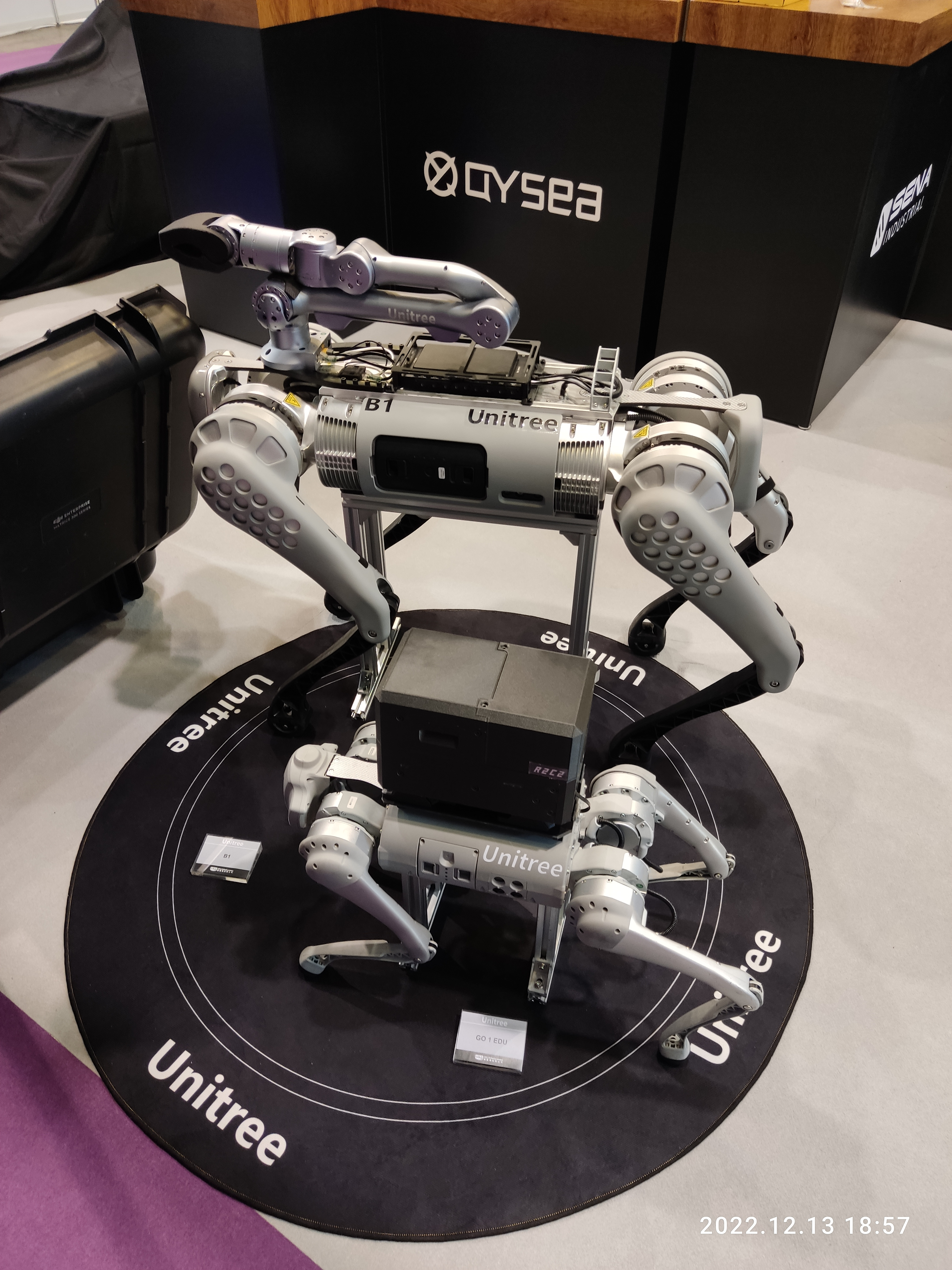
Unitree Go1 und B1
Unitree Go2
Unitree H1
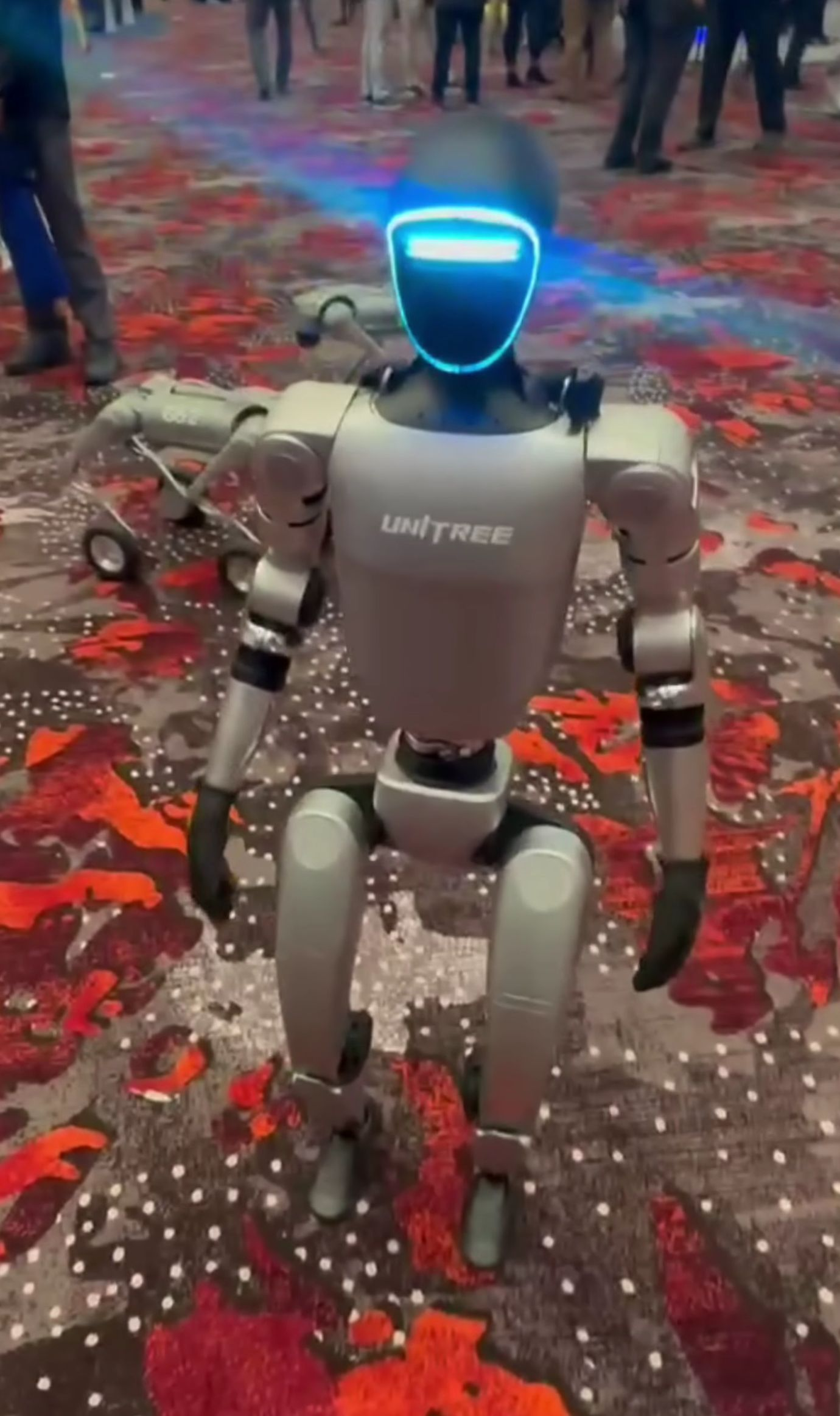
Unitree G1

## Militärische Nutzung
Im August 2022 dementierte Unitree die Behauptungen über Berichte, wonach ihr Go1-Roboter von den russischen Streitkräften eingesetzt wird. Der Roboter wurde 2023 bei Übungen der United States Marine Corps eingesetzt.
Im Mai 2024 berichtete The Guardian, dass der Roboter Unitree Go2 bei gemeinsamen Militärübungen Chinas mit Kambodscha eingesetzt wurde und ein automatisches Gewehr auf dem Rücken trug.